# Johann Friedrich Cotta
Pour les articles homonymes, voir Cotta.
Johann Friedrich Cotta (Stuttgart, 27 avril 1764 - 29 décembre 1832), baron de Cottendorf, est un éditeur, un industriel et un homme politique allemand.

## Biographie
Issu d'une famille ancienne qui prétendait descendre des Cotta de Rome, il prend en 1787 la direction de la librairie, fondée par sa famille à Tübingen en 1645, puis tient à la fois plusieurs établissements florissants à Tübingen, Munich, Augsbourg, Stuttgart, et crée de grandes entreprises qui connaissent un grand succès. Au printemps 1785, intéressé par le marché de l'estampe, il se rend à Paris en compagnie de son ami, le graveur Johann Gotthard von Müller.
Il fonde le journal Les Heures (avec Goethe et Schiller), la Gazette universelle à laquelle coopèrent les plus grands écrivains des États allemands, la Gazette d'Augsbourg, le Journal Polytechnique pour les sciences et l'industrie, et introduit en Bavière la presse à vapeur ainsi que la navigation à vapeur.
Il fut longtemps le patron des gens de lettres de l'Allemagne, fonda l'Institut artistique et littéraire de Munich, et fut chargé par le gouvernement du duché de Wurtemberg de plusieurs missions auprès du Directoire et de Napoléon Ier.

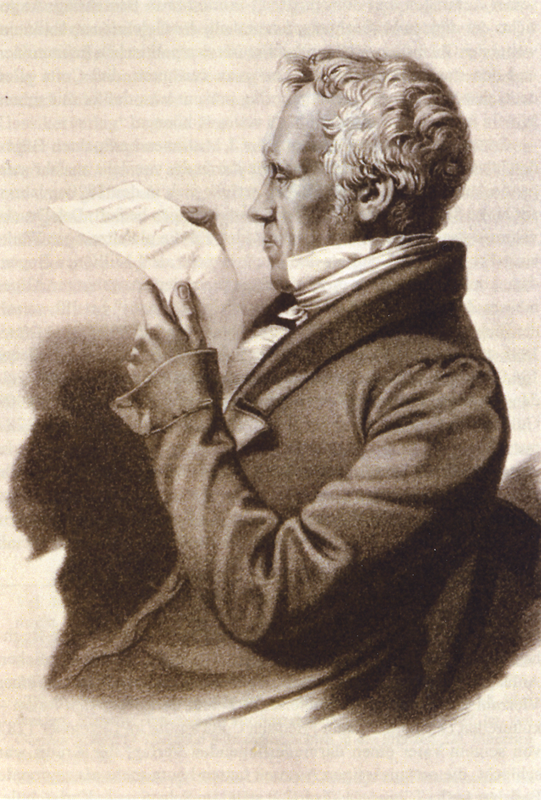
Johann Friedrich Freiherr von Cotta, lithographie (vers 1830).
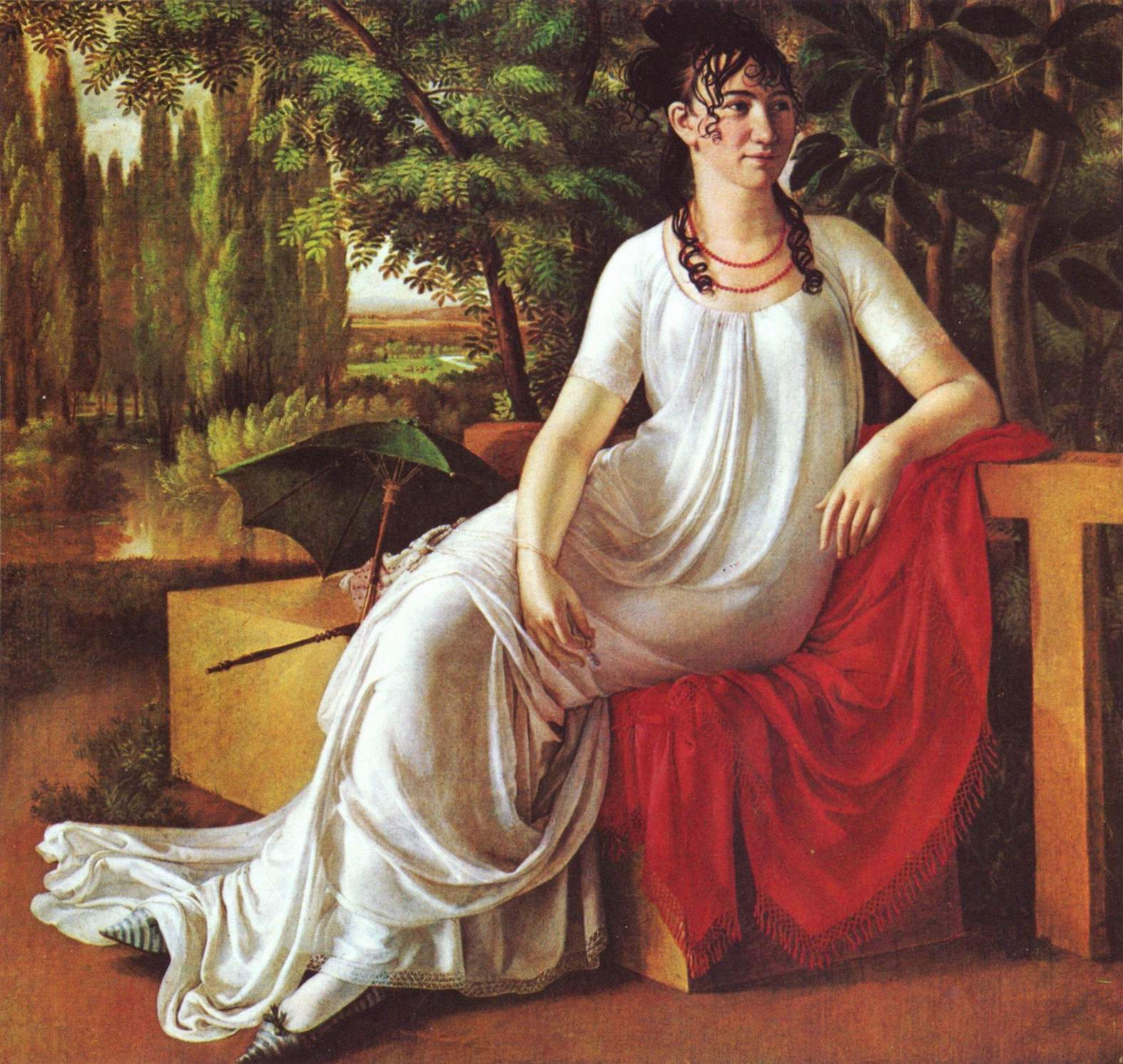
Wilhelmine, épouse de J. F. Cotta (portrait par Gottlieb Schick, 1802).